# Metacolus unifasciatus
Metacolus unifasciatus är en stekelart som beskrevs av Förster 1856. Metacolus unifasciatus ingår i släktet Metacolus, och familjen puppglanssteklar. Arten är reproducerande i Sverige.